# Partido Inovashon Nashonal
Partido Inovashon Nashonal, kortweg PIN genoemd, is een Curaçaose politieke partij. De partij is in maart 2017 opgericht door Suzanne Camelia-Römer, die eerder partijleider was voor Partido Nashonal di Pueblo (PNP) en voor deze partij minister-president van de Nederlandse Antillen was.
PIN haalde bij de Statenverkiezingen van 2017 één zetel in de Staten van Curaçao. Van 2017 tot 2020 nam de partij deel aan het coalitiekabinet van Eugene Rhuggenaath met de partijen PAR en MAN. Suzy Camelia-Römer vervulde hierin het ambt van minister van gezondheidszorg en milieuzaken. Op 18 juli 2020 verloor de partij haar vertegenwoordiging in het parlement nadat Rennox Calmes uit de partij stapte om als onafhankelijke statenlid verder te gaan.

## Kandidatenlijst 2021[3]
Dit is de lijst van kandidaten voor de Statenverkiezingen op 19 maart 2021 van PIN. De partijleider en lijsttrekker was Suzanne Camelia-Römer. De partij behaalde in totaal 3.733 stemmen; te weinig voor een Statenzetel.
1. Suzanne Camelia-Römer: 2.587
2. Allison Ragnhild Abigail Paula: 181
3. Curtly Anthony Valeriaan: 228
4. Kenneth Russell Erastus Martis: 24
5. Elior Monir Edil Boeldak: 76
6. Clifford Christopher Thadeus de Lannoy: 75
7. Marta Beatriz Römer-Dijkhoff: 42
8. Mercée Marie Thérèse Doran: 32
9. Kenneth Felipe Pieter: 56
10. Saneleo Thomas de Sales Petronella: 41